# Château de Morteau
Le château de Morteau est une ancienne demeure fortifiée du XVe siècle, transformée en habitation de plaisance au XVIIIe siècle, qui se dresse sur la commune française de Cirey-lès-Mareilles dans le département de la Haute-Marne, en région Grand Est.

## Historique
Le château actuel fut construit en 1599 sur les bases d'une maison noble du XVe siècle par Nicolas de Haut au retour de son pèlerinage à Jérusalem.
Dans le dernier tiers du XVIIIe siècle, le château sera repris en main par le comte de Beaujeu qui cherchera à lui donner un autre visage en le modernisant. Entre autres travaux, un nouvel étage y est ajouté ainsi que deux pavillons, agrandissant ainsi la demeure.

## Description

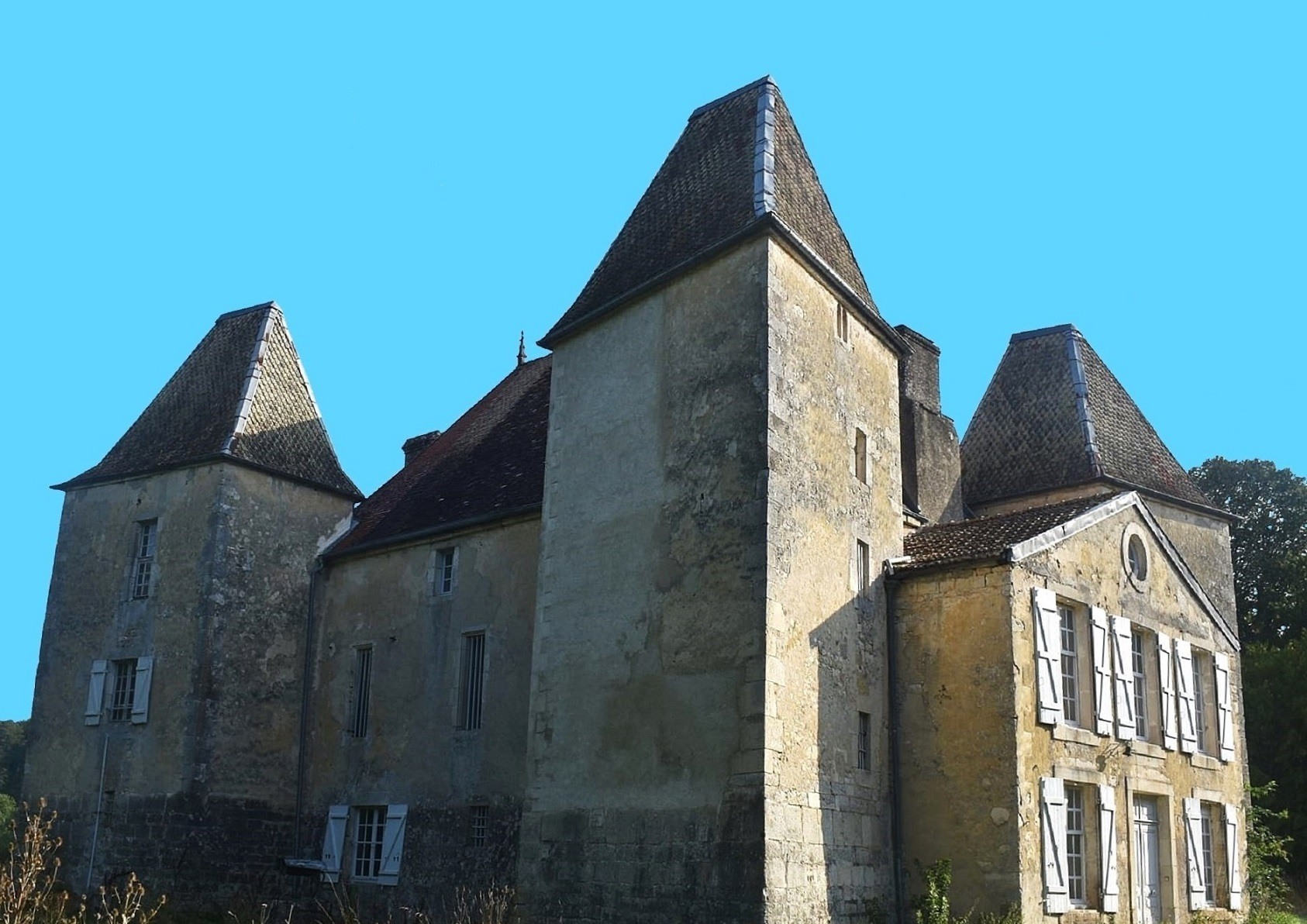
le château de Morteau (Haute-Marne)

...